# Hisztiaiosz
Hisztiaiosz (meghalt: i. e. 494), Lüszagorasz fia, Milétosz türannosza volt az i. e. 6. század végén. Hisztiaiosz I. Dareiosz perzsa nagykirálynak köszönhette türanniszát, aki meghódította Milétoszt és a többi ión várost Kis-Ázsiában. Milétosz egyébként II. Kurus perzsa király óta jó viszonyban volt a perzsákkal, mert őket támogatta a lüdök elleni háborújukban, s ezért Milétosz még terjeszkedhetett is a görög világban.

## A szkíta hadjárat
Hérodotosz szerint Hisztiaiosz és más Dareiosz ellenőrzése alatt álló türannoszok csatlakoztak a perzsákhoz a szkíták elleni hadjáratukban i. e. 513-ban. Dareiosz az Isztrosz (Duna) folyón emelt híd védelmét bízta rájuk, amíg ő mélyen behatolt a szkíták területére. A szkíták rá akarták venni a görögöket, hogy adják fel a hidat és így gátolják meg a perzsa sereg – amelyik a szkíták felperzselő taktikája miatt, akik a kutakat is betömték, de harcba nem bocsátkoztak – visszatértét a Duna déli partjára. Ha a szkíta törekvések sikerrel járnak, a perzsa sereg biztosan elpusztul és Iónia felszabadul. A görögök két pártra szakadtak, az egyik – élén Miltiadész kherszonészoszi türannosszal, a későbbi marathóni győztessel – a szkíták tanácsát akarta követni, de Hisztiaiosz úgy érvelt, hogy ha a perzsák elbuknak, akkor a türannisz is elbukik, ami addigra már nagyon népszerűtlen volt a görögök szemében, és csak a perzsák tartották fenn szövetségeseik körében. A görögök elfogadták Hisztiaiosz érveit, de tanácsára úgy tettek, mintha engednének a szkítáknak. Hisztiaiosz követként ment a szkítákhoz, azt mondva nekik, hogy feladják a hidat, míg a többiek azt színlelték, mintha lerombolnák azt. Hisztiaiosz azt tanácsolta a szkítáknak, hogy keressék a "cserbenhagyott" perzsákat, ám amikor a perzsák visszatértek a híd helyéhez, akkor azt a hajókból gyorsan újraszervezve a görögök átszállították a folyón őket.
Az expedíció alatt Hisztiaiosz Mürkinoszban – a későbbi Amphipolisz a Sztrümón torkolatában – egy települést kezdett építeni. Dereiosszal visszatérve Szardeiszbe a király megkérdezte tőle, mit kér cserébe szolgálataiért. Hisztaoisz Mürkinoszt kérte, amit azonnal megkapott. Megabazosz perzsa hadvezér gyanúsnak találta Hisztiaiosz érdeklődését a stratégiailag fontos terület iránt, ami az Európába vezető utakat, valamint ezüst- és faforrásokat ellenőrzött. Dareiosz nem hitte, hogy Hisztiaiosz hűtlen lenne, de kérte őt, hogy térjen vissza vele Szuszába mint barát és tanácsadó. Hisztiaiosz unokaöccse és veje, Arisztagorasz lett Milétosz türannosza.

## A ión felkelés
Az adók és a rájuk erőltetett türannisz miatt a perzsa uralom az i. e. 6. század végén nagyon népszerűtlen volt a kis-ázsiai görög városokban. i. e. 502-ben a naxosziak elkergették arisztokrata vezetőiket – akik Milétoszba menekültek – és bevezették a demokráciát. Hisztiaiosz veje, Arisztagorasz kihasználta az alkalmat, hogy perzsa segítséggel flottát küldjön Naxosz ellen. A Naxosziak azonban állítólag Megabatész perzsa flottaparancsnoktól – mivel Arisztagorasz megsértette őt – értesültek a készülő hadjáratról és felkészülve várták azt, ami így kudarcba fulladt. Arisztagorasz kegyvesztett lett a perzsáknál, s saját honfitársai előtt csak úgy tudta tekintélyét megmenteni, hogy i. e. 499-ben felkelést hirdetett a ión városok számára. Állítólag apósával, Hisztiaiosszal is konzultált erről, aki ugyancsak biztatta őt. A regényes történet szerint Hisztiaiosz megbízható rabszolgájának kopasz fejére tetoválta üzenetét, s akkor küldte el Szuszából Arisztagoraszhoz, amikor annak kinőtt a haja. Ez azonban valószínűleg mese, már csak az ilyen kommunikáció időigénye miatt.
Dareiosz mindenesetre elküldte Hisztaioszt, hogy csendesítse le a felkelést. Szardeiszbe érkezve, azonban Artaphernész satrapa – Dareiosz testvére – bizalmatlanul fogadta, s jobbnak látta továbbállni Khiószra, ahol sikertelenül próbált flottát építeni, ezért Milétoszba ment. Onnan azonban szintén elkergették, mert nem akartak újra türannisz alatt élni. Arisztagorasz ugyanis a felkelés meghirdetésekor lemondott a türanniszról és bevezette Milétoszban a demokráciát. Hisztiaiosz Leszboszra ment, onnan pedig néhány hajóval Büzantionba, ahol kalózkodásba fogott, Hérodotosz szerint. De az is lehet, hogy Dareiosz egyszerűen a felügyelete alá helyezte a Boszporoszt a felkelés idejére.

## Hisztiaiosz halála
i. e. 494-re a felkelést a perzsák már lényegében leverték. Amikor Hisztiaiosz ezt megtudta, elhagyta Büzantiont, megtámadta Khioszt és blokád alá vette Thaszoszt majd megpróbált Kis-Ázsiában partra szállni, hogy megtámadja a perzsákat – vagy hogy gabonát szerezzen. Ekkor egy csatában Harpagosz perzsa parancsnok kezébe került, aki átadta Artaphernésznek, aki nem akarta őt Szúszába küldeni, mert tudta, hogy testvére, a nagykirály megbocsátana neki. Ezért inkább lefejeztette, és mumifikált fejét küldte Szúszába, ahol Dareiosz dísztemetést tartott egykori jótevője tiszteletére.